# Laimontas Dinius
Laimontas Dinius (Pseudonym Lainius; * 3. Januar 1962 in Šiauliai, Litauische SSR) ist ein litauischer Komponist, Sänger, Politiker, und Mitglied des Seimas.

## Leben
Nach dem Abitur 1981 an der 14. Mittelschule Šiauliai absolvierte er K. Didžiulis-Politechnikum Šiauliai und studierte am Konservatorium Vilnius, und an der Universität Moskau. Von 1986 bis 1992 war er Mitglied der Musikband „Rondo“.
Von 2000 bis 2007 war er Mitglied im Stadtrat von Šiauliai, und von 2002 bis 2003 stellvertretender Bürgermeister.
Von 2008 bis 2012 war er Mitglied des Seimas. 2009 wurde er von Tautos prisikėlimo partija (TPP) zusammen mit Valdemaras Stančikas, Ligitas Kernagis, Aleksandr Sacharuk daraus entfernt.
Seit 2010 ist er Mitglied der Partei Lietuvos Respublikos liberalų sąjūdis.